# Гимн острова Святой Елены
Гимн острова Святой Елены — неофициальный символ острова.

## История
Песня была написана Дейвом Митчеллом, американским радиоведущим, который работал на Острове Вознесения. Его попросили написать песню для сентленцев, местных жителей. Вначале у него не было желания писать, так как плохо знал остров. Однако изучив фотографии острова в течение нескольких дней, он написал её. Песня была записана позже в США и отправлена обратно на остров Святой Елены.

## Слова
«My St. Helena Island»
My heart is drifting southward
To my home down in the sea
It’s the isle of St. Helena
Where my loved ones wait for me
Long since I left it
But I’ll soon be going home
To my St. Helena island
And swear I’ll never roam
Diamonds they are pretty
So is your fancy cars
But St. Helena island
Is prettier by far
All the wonders of this world
I’m told they number seven
But St. Helena Island
Is the nearest one to heaven
Diamonds they are pretty
So is your fancy cars
But St. Helena island
Is prettier by far
Someday if the Lord above
Comes out of heaven’s gate
I’m sure He’ll pick St. Helena
And use it as his place